# Видаль, Хорхе
Хорхе Видаль Митханс (исп. Jorge Vidal Mitjans, кат. Jordi Vidal i Mitjans, 9 ноября 1943, Барселона, Испания) — испанский хоккеист (хоккей на траве), нападающий. 

## Биография
Хорхе Видаль родился 9 ноября 1943 года в испанском городе Барселона.
Играл в хоккей на траве за «Барселону» (1956—1966) и «Таррасу» (1967—1971).
В 1964 году вошёл в состав сборной Испании по хоккею на траве на Олимпийских играх в Токио, занявшей 4-е место. Играл на позиции нападающего, провёл 8 матчей, забил 1 мяч в ворота сборной Гонконга.
В 1968 году вошёл в состав сборной Испании по хоккею на траве на Олимпийских играх в Мехико, занявшей 6-е место. Играл на позиции нападающего, провёл 6 матчей, мячей не забивал.
В течение карьеры провёл за сборную Испании 67 матчей.
В 1972—1976 годах был тренером и президентом хоккейной секции «Барселоны».
В 1997—2005 годах был вице-президентом Каталонской федерации хоккея на траве.